# Eva Green
Eva Gaëlle Green (Parigi, 6 luglio 1980) è un'attrice e modella francese.
Figlia dell'attrice Marlène Jobert, ha iniziato la sua carriera come attrice teatrale, debuttando poi nel cinema con il controverso film di Bernardo Bertolucci The Dreamers - I sognatori. Ha raggiunto il successo internazionale con la sua partecipazione in Le crociate - Kingdom of Heaven di Ridley Scott e interpretando Vesper Lynd nel film di James Bond Casino Royale, grazie a cui ha ricevuto un BAFTA Award.

## Biografia
È figlia dell'attrice francese Marlène Jobert, nata nell'allora Algeria francese in una famiglia ebraica sefardita, e di Walter Green, un dentista svedese di origine bretone per parte materna, fratello minore dell'attrice Marika Green nonché nipote, per parte di madre, del compositore Paul Le Flem. Ha una sorella gemella, Johanne, detta Joy. È inoltre cugina, tramite sua madre Marlène, della cantante pop Elsa Lunghini e dell'attrice e doppiatrice Joséphine Jobert.
Cresce nel XVII arrondissement di Parigi. Frequenta l'École internationale bilingue, e la sua aspirazione è quella di studiare egittologia, nata dopo aver visitato il Museo del Louvre a 7 anni. A 14 anni, dopo aver visto Isabelle Adjani in Adele H. - Una storia d'amore, cambia idea sui suoi progetti e decide di diventare attrice come sua madre. Studia al liceo del groupe scolaire Fénelon Sainte-Marie; a 16 anni passa all'American School of Paris, ma l'anno dopo, nonostante i buoni voti, abbandona per concentrarsi sugli studi attoriali. Tra il 1997 e il 2000 studia e si diploma ai Cours Eva Saint-Paul, la scuola di recitazione dell'attrice Eva Saint-Paul. In seguito si trasferisce a Londra, dove studia per dieci settimane alla Webber Douglas Academy of Dramatic Art. Studia anche per un breve periodo regia alla New York University's Tisch School of the Arts di New York.

### Teatro
La sua carriera ha inizio nel 2001, quando interpreta Iris in Jalousie En Trois Fax, che le porta notevole successo di pubblico e critica; viene infatti candidata come rivelazione ai premi Molière. Nel 2002 fa la sua seconda apparizione sul palco nella pièce Turcaret.

### Cinema e televisione

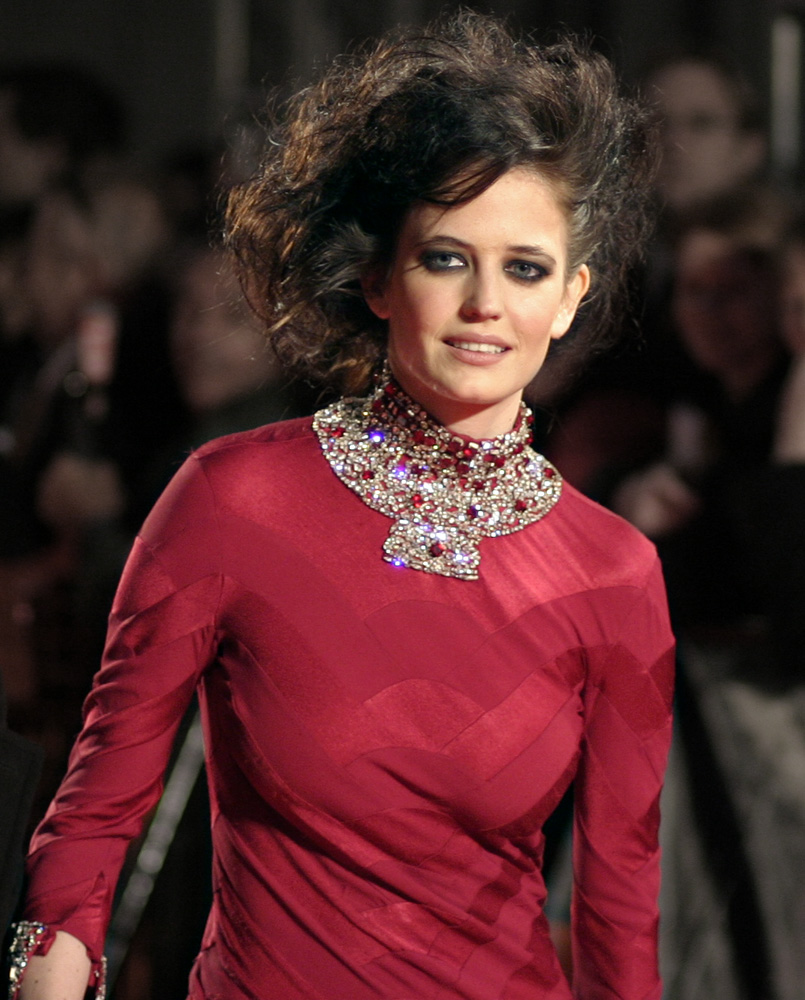
Eva Green ai premi BAFTA 2007

Nel 2003 esordisce al cinema. Il regista Bernardo Bertolucci le affida il ruolo di Isabelle nel controverso film The Dreamers - I sognatori, a fianco di Michael Pitt e Louis Garrel. Sia il suo agente sia la sua famiglia desideravano che rinunciasse al ruolo, per paura che la sua carriera subisse lo stesso destino di Maria Schneider dopo aver recitato in Ultimo tango a Parigi; nel film, infatti, si ricorda la realistica scena di sesso con Pitt sul pavimento della cucina, oltre alle numerose scene di nudo integrale. Ma sarà proprio questo film a lanciarla a livello internazionale. Nel 2004 recita nel film Arsenio Lupin, diretto da Jean-Paul Salomé, che riceve critiche contrastanti. Nel 2005 invece interpreta Sibilla di Gerusalemme, nel film Le crociate - Kingdom of Heaven, con Orlando Bloom, diretto da Ridley Scott.
Nel 2006 entra a far parte del cast del film della New Line Cinema La bussola d'oro, basato sul romanzo di Philip Pullman, diretto da Chris Weitz. Il progetto riunisce la Green e Daniel Craig. Viene quindi scelta come Bond girl nel 2006 per il film Casino Royale, a fianco dello 007 interpretato da Daniel Craig. All'inizio riluttante verso questo ruolo, anche per l'accento francese, accetta dopo vari provini studiando dizione e divenendo la quinta attrice francese ad essere scelta come Bond girl dopo Claudine Auger, Corinne Cléry, Carole Bouquet e Sophie Marceau, sesta se si considera l'apparizione non accreditata di Miss Mondo 1953 Denise Perrier in Agente 007 - Una cascata di diamanti. Per questo film la Green viene indicata dalla rivista Maxim come la ventesima donna più sexy al mondo. Nel 2007 la Green vince un BAFTA come miglior attrice emergente per il film diretto da Martin Campbell.
Nell'estate 2007 gira il thriller fantascientifico Franklyn, a fianco di Ryan Phillippe, in cui per esigenze di trama interpreta due ruoli. Nel 2009 gira in Irlanda il drammatico Cracks, diretto da Jordan Scott figlia del regista Ridley Scott, mentre nel 2010 è nel cast di Womb e nell'anno successivo in quello di Perfect Sense, con Ewan McGregor. Nel 2012 è l'antagonista nel film Dark Shadows di Tim Burton, con Johnny Depp, Michelle Pfeiffer e Helena Bonham Carter.

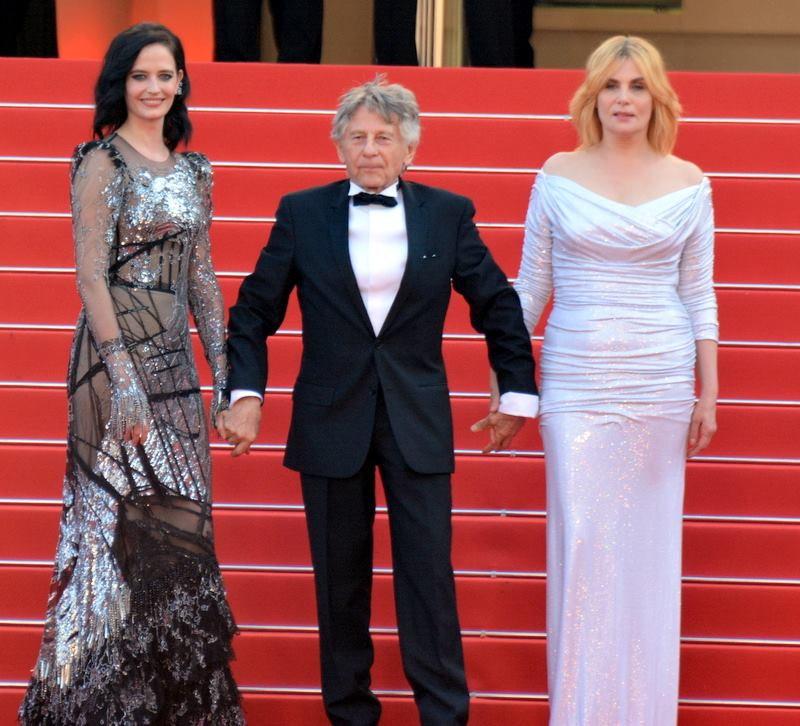
Da sinistra: Eva Green, Roman Polański ed Emmanuelle Seigner sul tappeto rosso del Festival di Cannes 2017 per l'anteprima di Quello che non so di lei

Nel 2014 recita in due blockbuster, interpretando due ruoli da femme fatale: quello di Artemisia I in 300 - L'alba di un impero di Noam Murro, ispirato ad un fumetto di Frank Miller, e quello di Ava Lord in Sin City - Una donna per cui uccidere, adattamento cinematografico di un romanzo a fumetti dello stesso Miller, qui anche sceneggiatore e regista assieme a Robert Rodriguez. In entrambi i film l'attrice è ritratta in numerose scene senza veli, che contribuiscono a rafforzare il suo status di sex symbol; addirittura la locandina di Sin City fu censurata negli Stati Uniti, su richiesta della Motion Picture Association, perché giudicata troppo audace. Nello stesso anno recita anche in due produzioni indipendenti, White Bird di Gregg Araki, al fianco di Shailene Woodley, e nel western The Salvation, con Mads Mikkelsen e Jeffrey Dean Morgan. L'anno successivo viene scelta come protagonista del calendario Campari.
Tra il 2014 e il 2016 è inoltre la protagonista della serie televisiva Penny Dreadful, al fianco di Timothy Dalton e Josh Hartnett: per questo ruolo viene acclamata dalla critica e riceve la candidatura ai Golden Globe come migliore attrice in una serie drammatica. Nel 2016 è protagonista per la seconda volta di un film di Tim Burton intitolato Miss Peregrine - La casa dei ragazzi speciali, dove interpreta miss Alma Peregrine.
Nel 2017 recita nel film Quello che non so di lei di Roman Polański, presentato al Festival di Cannes. Inoltre è protagonista, insieme ad Alicia Vikander, del film Euphoria, presentato a settembre 2017 al Toronto International Film Festival. Nel 2019 torna a collaborare per la terza volta con il regista Tim Burton nel film Dumbo, remake live action dell'omonimo classico film d'animazione, nei panni dell'affascinante acrobata francese Colette Marchant. La pellicola è uscita il 29 marzo 2019, distribuita dalla Walt Disney Pictures.
Nel 2019 interpreta il ruolo di Sarah nel film francese Proxima, un'astronauta che cerca di equilibrare la sua carriera professionale con il suo essere madre. La sua performance viene acclamata dalla critica e riceve una candidatura per il premio César per la migliore attrice. Nel 2020 è protagonista della miniserie The Luminaries, adattamento dell'omonimo romanzo scritto da Eleanor Catton, in onda da maggio in Nuova Zelanda e da giugno su BBC One.
Il 12 febbraio 2021 entra a far parte del cast ufficiale del nuovo adattamento de I tre moschettieri nel ruolo di Milady de Winter. Il film è diretto da Martin Bourboulon e diviso in due parti girate in back to back: The Three Musketeers – D’Artagnan e The Three Musketeers - Milady,  in uscita, rispettivamente, ad aprile e dicembre 2023. L'anno successivo interpreta una stilista di moda affetta da una misteriosa malattia nel film Nocebo di Lorcan Finnegan, uscito nelle sale nel novembre 2022. Nel 2024 torna a lavorare dopo 18 anni con Martin Campbell, come protagonista dell'action thriller Dirty Angels.

### Altre attività
Nel 2007 diventa la testimonial del profumo Midnight Poison di Dior, girando uno spot diretto da Wong Kar-wai. È stata modella anche per Breil, Armani, Lancôme e Heineken. Nel 2018 è la protagonista di alcuni spot per Jaguar I-Pace. Nello stesso anno entra a far parte della famiglia Bulgari come nuova ambasciatrice del marchio.

## Filmografia

### Attrice

#### Cinema

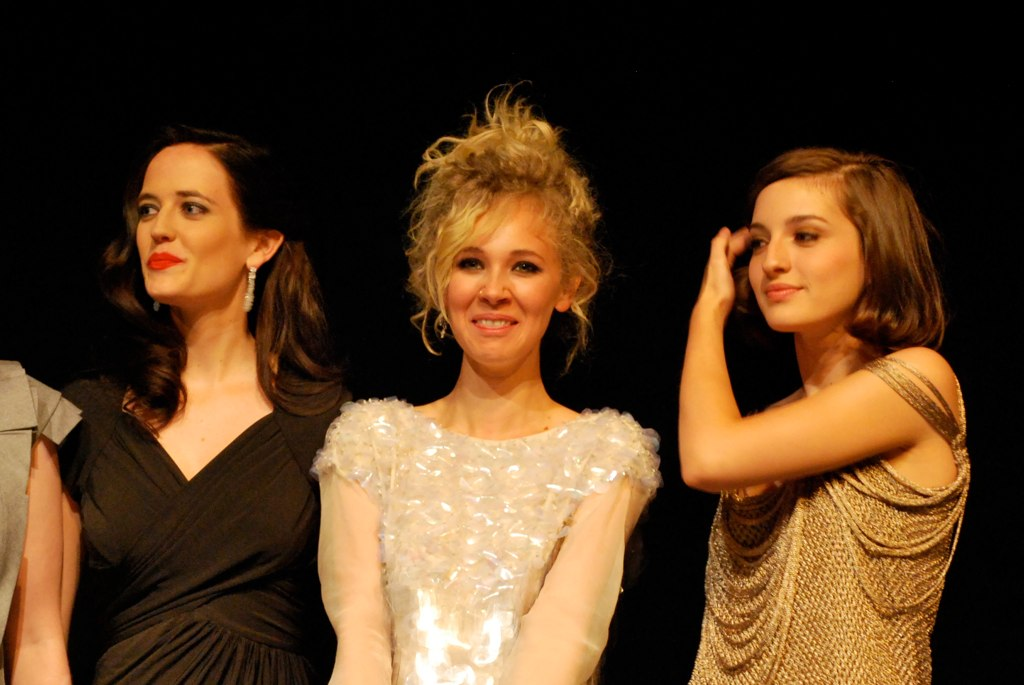
Da sinistra: Eva Green, Juno Temple e María Valverde nel 2009 al TIFF per l'anteprima di Cracks

- The Dreamers - I sognatori (The Dreamers), regia di Bernardo Bertolucci (2003)
- Arsenio Lupin (Arsène Lupin), regia di Jean-Paul Salomé (2004)
- Le crociate - Kingdom of Heaven (Kingdom of Heaven), regia di Ridley Scott (2005)
- Casino Royale, regia di Martin Campbell (2006)
- La bussola d'oro (The Golden Compass), regia di Chris Weitz (2007)
- Franklyn, regia di Gerald McMorrow (2008)
- Cracks, regia di Jordan Scott (2009)
- Womb, regia di Benedek Fliegauf (2010)
- Perfect Sense, regia di David Mackenzie (2011)
- Dark Shadows, regia di Tim Burton (2012)
- White Bird (White Bird in a Blizzard), regia di Gregg Araki (2014)
- 300 - L'alba di un impero (300: Rise of an Empire), regia di Noam Murro (2014)
- The Salvation, regia di Kristian Levring (2014)
- Sin City - Una donna per cui uccidere (Sin City: A Dame to Kill For), regia di Robert Rodriguez e Frank Miller (2014)
- Miss Peregrine - La casa dei ragazzi speciali (Miss Peregrine's Home for Peculiar Children), regia di Tim Burton (2016)
- Quello che non so di lei (D'après une histoire vraie), regia di Roman Polański (2017)
- Euphoria, regia di Lisa Langseth (2017)
- Dumbo, regia di Tim Burton (2019)
- Proxima, regia di Alice Winocour (2019)
- Nocebo, regia di Lorcan Finnegan (2022)
- I tre moschettieri - D'Artagnan (Les trois mousquetaires: D'Artagnan), regia di Martin Bourboulon (2023)
- I tre moschettieri - Milady (Les trois mousquetaires: Milady), regia di Martin Bourboulon (2023)
- Dirty Angels, regia di Martin Campbell (2024)

#### Televisione
- Camelot – serie TV, 10 episodi (2011)
- Penny Dreadful – serie TV, 27 episodi (2014-2016)
- I Luminari - Il destino nelle stelle (The Luminaries) – miniserie TV, 6 puntate (2020)
- Liaison – serie TV, 6 episodi (2023)

### Doppiatrice
- Quantum of Solace – videogioco (2008)

## Riconoscimenti
BAFTA Awards

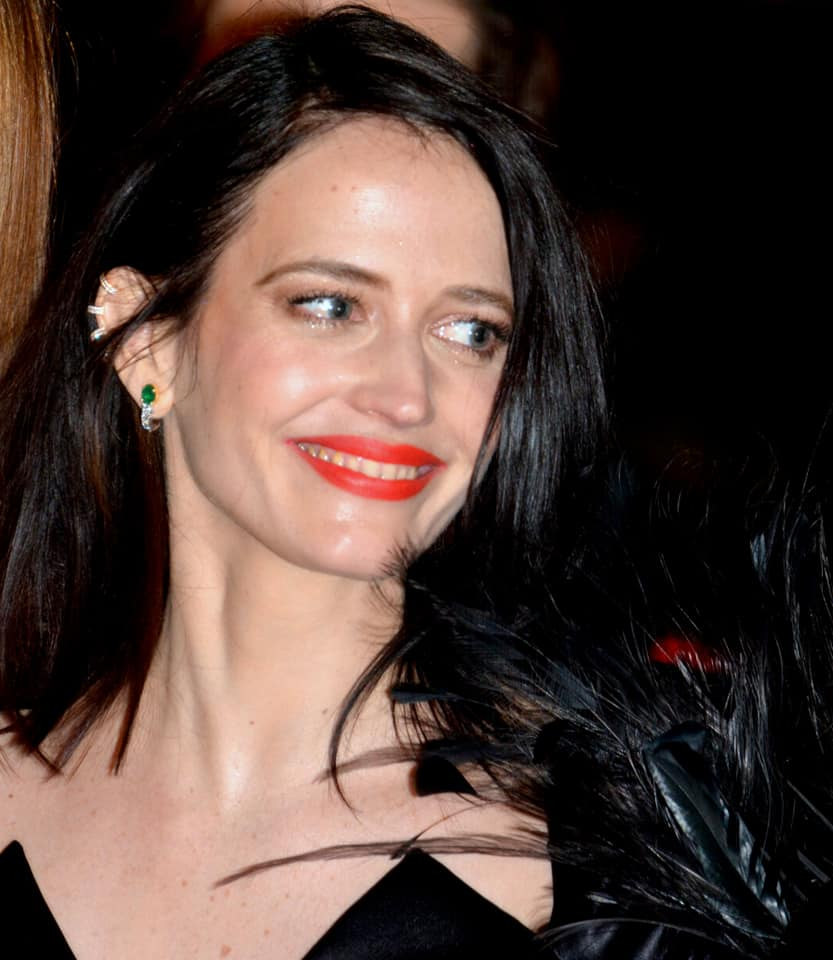
Eva Green alla cerimonia dei Premi César 2020

- 2007 – Miglior stella emergente per Casino Royale

Critics' Choice Awards
- 2015 – Candidatura per la miglior attrice protagonista in una serie drammatica per Penny Dreadful
- 2016 – Candidatura per la miglior attrice protagonista in una serie drammatica per Penny Dreadful

Empire Awards
- 2007 – Miglior debutto per Casino Royale

European Film Awards
- 2004 – Candidatura per il premio del pubblico alla miglior attrice per The Dreamers - I sognatori

Golden Globe
- 2016 – Candidatura per la miglior attrice protagonista in una serie drammatica per Penny Dreadful

Premio César
- 2020 – Candidatura per la migliore attrice per Proxima

Premio Lumière
- 2020 – Candidatura per la miglior attrice per Proxima

Saturn Award
- 2007 – Candidatura per la miglior attrice non protagonista per Casino Royale

## Doppiatrici italiane
Nelle versioni in italiano delle opere in cui ha recitato, Eva Green è stata doppiata da:
- Domitilla D'Amico in The Dreamers - I sognatori, Camelot, Perfect Sense, Dark Shadows, Womb, White Bird, 300 - L'alba di un impero, Penny Dreadful, Miss Peregrine - La casa dei ragazzi speciali, Quello che non so di lei, I Luminari - Il destino nelle stelle, Nocebo, I tre moschettieri - D'Artagnan, Liaison,  I tre moschettieri - Milady
- Eleonora De Angelis in Casino Royale, Sin City - Una donna per cui uccidere, Proxima
- Stella Musy in Arsenio Lupin, Dumbo
- Ilaria Stagni in Le crociate - Kingdom of Heaven, La bussola d'oro
- Cristiana Rossi in Franklyn